# 尿

人尿样品

尿，又称尿液，俗称小便，是由脊椎动物肾脏排出的液体。尿液的形成是由血液经肾小球过滤，肾小管和集合管的重吸收及排泌而产生，属于终末代谢产物。
在胎盘动物中，尿液从肾脏经输尿管流入膀胱，于排尿时通过尿道从阴茎或外阴排出。在其他脊椎动物中，尿液则通过泄殖腔排泄。
排出的尿液可以调节机体内水和电解质的平衡，清除代谢废物（尤其是退化变性的蛋白质和核苷酸所产生的含氮化合物），同时还有散热的作用。
正常成年人日均排尿量约为1500~2500毫升。pH值約為6.5。尿液的组分变化与身体状况关系密切，因而尿液检查也是诊断疾病的重要手段之一。

## 人类和哺乳动物

### 成分

尿素結構

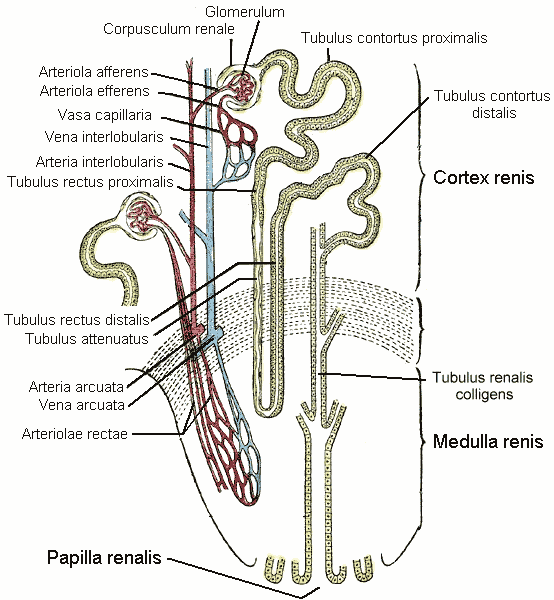
肾单位示意图。

人类尿液之中有91-96%为水。

### 比重
1.010－1.030

### 形成
血液流经肾脏时，血浆中的水分和所有晶体物由肾小球滤过进入肾小管，为原尿（initial urine）或血浆超滤液（plasma ultrafiltration fluid）。
肾小管将原尿的营养物质、大部分水分和无机盐重新吸收回血液，然后排出含有少量氨的代谢产物和盐类的水溶液为终尿（final urine）。
尿经过输尿管、膀胱、尿道排出体外。
簡單來說分三部分：腎絲球過濾作用→腎小管再吸收作用→腎小管分泌作用

### 着色
普通人的尿液是由亮白色至深黃色液体。依濃度及所吃的食物而有所變化。

### 氣味
靜置一段時間，細菌分解尿素，產生氨的氣味。若尿液剛排出即有強烈臭味，可能是泌尿道感染導致。

## 其他动物
自然界裡，野生動物尿液更有標識領土，宣示主權的作用。

## 結石

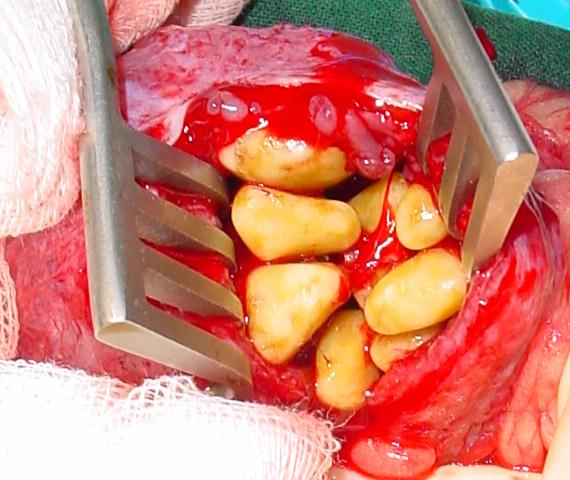
狗的膀胱结石

## 尿液的用途

### 生活與工業
古羅馬婦女飲用松節油，帶有紫羅蘭氣味的尿液則被用來洗滌衣物及紡織品加工上。

### 農業
經發酵的尿液常作為肥料使用。

### 替代医学观点
中醫學認為人尿無毒，可以入藥，以用童便為好。《本草綱目》中記載了多種和人尿有關的中藥，如人尿、溺白沂、人中白、回龍湯、秋石等。其用途從肺痿到痔瘡不一而足。
苏恭《唐本草》记载认为治胃癌可用人尿，“症积满腹，诸药不愈者，人溺服一升，下血片块，二十日即出也。”孫思邈的《千金翼方》中說「人尿主卒血攻心，又主症積滿腹」，「烏牛尿主消渴黃疸水腫腳氣小便不通」

## 延伸閱讀
[在维基数据编辑]
 《欽定古今圖書集成·明倫彙編·人事典·便溺部》，出自陈梦雷《古今圖書集成》
- Definition of oliguria and anuria
- Hermogenes on urine （页面存档备份，存于）
- "Urine." Oxford English Dictionary. October 29, 2008 OED.com （页面存档备份，存于）
- Geoffrey Chaucer, Department of English. Dept. home page. October 3, 2006. Harvard University October 27, 2008 Harvard.edu （页面存档备份，存于）
- Kelly, John F. "The Urine Cure and Other Curious Medical Treatments （页面存档备份，存于）" Hippocrates Magazine. (May/June 1988)

## 外部連結
- Urinanalysis at the University of Utah Eccles Health Sciences Library
- Urine Chemistry at drugs.com
- Urinary Health Education （页面存档备份，存于） at redurine.com